# Sportcomplex Seminarie
 (avril 2025).
Si vous disposez d'ouvrages ou d'articles de référence ou si vous connaissez des sites web de qualité traitant du thème abordé ici, merci de compléter l'article en donnant les références utiles à sa vérifiabilité et en les liant à la section « Notes et références ».
Le Sportcomplex Seminarie (traduction littérale: le Complexe sportif du Séminaire) est un ensemble de commodités sportives situé à Hoogstraten, au Nord de la Campine dans la Province d'Anvers en Belgique. 
Le complexe comprend entre autres le stade de football qui héberge les rencontres à domicile d’Hoogstraten VV (matricule 2366) qui accède pour la première fois à la Division 2 en 2013.

### Sources et liens externes
- (nl) Description du stade sur le site Internet d'Hoogstraten VV.